# Chiesa della Madonna dei Galletti
La chiesa della Madonna dei Galletti si trova sul Lungarno Pacinotti a Pisa.

## Storia e descrizione

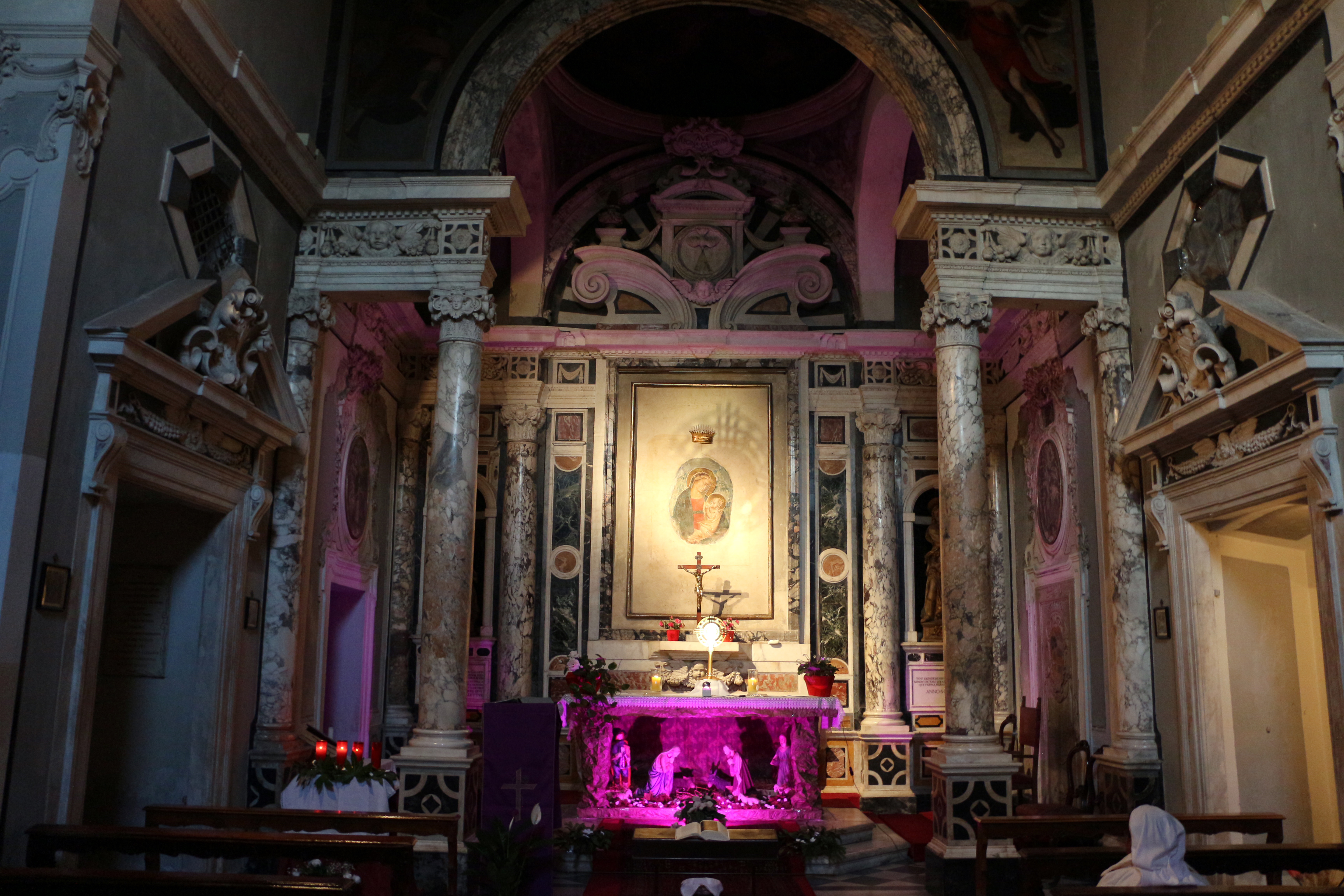
L'interno

La chiesa, attestata dal 1227, sorge in luogo della chiesa di San Salvatore in Porta Aurea, antica porta delle mura altomedievali.
L'edificio venne ristrutturato nel 1640 dalla Congregazione dei Fabbri, quando venne dedicato alla Vergine, rappresentata in un'immagine trovata intatta sotto le macerie delle case dei Galletti e da allora ritenuta miracolosa. 
La facciata è del 1757, opera di Ignazio Pellegrini. 
L'interno è a navata unica dotata di una cappella su ogni lato, ed è coperto da un soffitto ligneo intagliato e dorato del 1642, attribuito a Carlo Del Norcia, in cui sono tele di Jacopo Vignali (Crocifissione), Cecco Bravo (Via Crucis), Francesco Curradi (Cristo deriso davanti a Pilato) e Lorenzo Lippi (Flagellazione di Cristo alla colonna). 
All'altare maggiore è l'immagine affrescata della Madonna col Bambino attribuita a Taddeo di Bartolo (XIV secolo), che ha dato il  nome alla chiesa.